# 暴徒笔记
暴徒笔记（英语：Thug Notes，中文为暂译名）是美国具有教育性质的网络系列视频，该系列视频以喜剧的方式讲解世界各类文学作品。2013年7月3日在YouTube上进行试播，试播视频讲解的是小说《罪与罚》。
该系列视频的导演是贾里德·鲍尔（Jared Bauer），编剧是贾里德·鲍尔（Jared Bauer）和约瑟夫· 萨尔瓦奇奥（Joseph Salvaggio），主持人是由喜剧演员格雷戈·爱德华兹（Greg Edwards）饰演的哲学博士斯巴奇·斯威茨（Sparky Sweets）。
该系列视频以原汁原味的大佬风格（original gangster）解读，且大量使用美国黑人英语。截止2017年6月，该视频已制作104期。2014年，Wisecrack公司（制作该系列视频的公司）被列入新媒体明日之星TOP 100第94位。
该系列视频在网上引起巨大反响，不少人为之喝彩。美国一些主流媒体诸如纽约时报、赫芬顿邮报都予以报道。坦帕湾时报（the Tampa Bay Times）认为该视频可以作为一种新的教育方式。但是，纽约时报对之予以了批评，认为“在福克斯新闻出现《说唱新闻头条》（Rap the Headlines Hour）或者《黑帮说唱60分钟》（Gangsta 60 minutes）前，我们必须要阻止这样一种不合时宜的盗用的嘻哈说唱（inappropriate hip-hop appropriation）”。此外，一些学校如埃尔塞里托高中禁止了该系列视频，因为管理人员认为“这对于学生或者我们的社区有所冒犯”。